# Mihail Mihajlovics Gromov
Mihail Mihajlovics Gromov (oroszul: Михаил Михайлович Громов; Tver, 1899. február 24. – Moszkva, 1985. január 22.) orosz származású szovjet pilóta. Az 1920-as évektől a szovjet repülőgépek többségének a berepülőpilótája volt.